# سفانت أرينيوس
سفانتِ أَوغُسْتْ أرهِنْيُوس (بالسويدية: Svante August Arrhenius) هو عالم سويدي ولد في 19 فبراير 1859 وتوفي في 2 أكتوبر 1927 في ستوكهولم. حصل على جائزة نوبل في الكيمياء لسنة 1903 بسبب نظريته في الموصلية الكهربية الناشئة عن التفكك الأيوني للإلكتروليتات electrolytes، فكان بذلك أول سويدي يحصل على جائزة نوبل.
درس أرهنيوس في جامعة أبسالا وتحصل على الدكتوراة سنة 1884. وقد بدأ أرهنيوس في الأصل كفيزيائي، لكن كثيرا ً ما يشار إليه بوصفه عالما ً في الكيمياء. كما يعتبر أرينيوس أحد مؤسسي علم الكيمياء الفيزيائية.
في 1889 وضّح أن الكثير من التفاعلات الكيميائية تحتاج طاقة حرارية للقيام بالتفاعل، وهذه الطاقة يجب أن تتجاوز قدرا ً معيناً قبل أن يبدأ التفاعل. المعادلة التي تربط بين الطاقة اللازمة للتفاعل ومعدل حدوث التفاعل تُعرف باسم معادلة أرينيوس.
قام في عام 1894 بحساب الزيادة في مستويات الغازات الحرجة بالغلاف الجوي نتيجة العمليات الصناعية وأفاد في عام 1896 أنه لو تضاعفت كمية ثاني أكسيد الكربون في الهواء فسوف ترتفع درجات الحرارة بمقدار 5-6 درجات مئوية  وقد أكد على ذلك في كتابه «عوالم قيد الصنع» (بالسويدية: Världarnas utveckling) في عام 1906 والذي ترجم إلى الإنجليزية عام 1908 بعنوان Worlds in the Making، فكان بذلك أول من توقع أن ثاني أكسيد الكربون وغازات الدفيئة الأخرى تتسبب في الاحتباس الحراري للأرض.
في عام 1900 ساهم أرهنيوس في تأسيس معهد نوبل وجائزة نوبل وتأمين حصول بعض العلماء على الجائزة.
وبعد رواج نظرياته الأولى، انتقل للبحث في الفسيولوجيا والفلك والفيزياء الفلكية. وقد كان أرهنيوس ممن آمنوا بأن الحياة قد انتقلت بين الكواكب عبر الأبواغ.
اقترح أرهنيوس عمل تعديلات على اللغة الإنجليزية وجعلها لغة ً عالميةً.
كان أرهنيوس عضواً في معهد الدولة للأحياء العرقية (بالسويدية: Statens institut för rasbiologi) والمجتمع السويدي للصحة العرقية (اليوجينيا)، حيث لعبت السويد دورا ًرائدا ً في هذا المجال الذي وفر الأسس العلمية لبرنامج التعقيم الإجباري في السويد، فضلا ً عن الإلهام الذي منحته هذه الأبحاث لاحقا ً لليوجينيا في ألمانيا النازية.
تخليدا ً لاسمه فقد سميت معادلة أرينيوس وفوهة أرينيوس على القمر ومختبرات أرينيوس في جامعة ستوكهولم على اسمه.

## العمل المبكر
كان عمله المبكر حول توصيل الإلكتروليتات، في عام 1884 بناءً على هذا العمل قدم مقالًا من 150 صفحة عن التوصيل الكهربائي إلى جامعة أوبسالا للحصول على الدكتوراه لكنه لم يثر إعجاب الأساتذة وحصل على درجة متدنية. لاحقًا تسبب توسيع هذا العمل في حصوله على جائزة نوبل في الكيمياء، كانت
كانت الفكرة الأكثر أهمية في الأطروحة هي تفسيره أنه لا الأملاح النقية ولا الماء النقي موصل جيد للكهرباء ولكن محاليل الأملاح في الماء كذلك.
كان تفسير أرهينيوس هو أنه عند تكوين المحلول ينقسم الملح إلى جزيئات مشحونة (والتي أطلق عليها مايكل فاراداي اسم الأيونات قبل سنوات عديدة). اعتقد فاراداي أن الأيونات يتم إنتاجها في عملية التحليل الكهربائي. كانت فكرة أرهينيوس هي أنه حتى في حالة عدم وجود تيار كهربائي فإن محاليل الأملاح تحتوي على أيونات. اقترح أن التفاعلات الكيميائية في المحلول كانت تفاعلات بين الأيونات.

## جائزة نوبل
حوالي عام 1900 شارك في إنشاء معهد نوبل وجوائز نوبل. لبقية حياته ظل عضوًا في لجنة نوبل للفيزياء وعضواً في لجنة نوبل للكيمياء. وفي عام 1903 أصبح أول شخص سويدي يحصل على جائزة نوبل في الكيمياء.

## العمل اللاحق

### علم وظائف الأعضاء
في عام 1904 ألقى في جامعة كاليفورنيا عدة محاضرات لمحاولة إظهار تطبيق أساليب الكيمياء الفيزيائية لدراسة نظرية السموم ومضادات السموم والتي تم نشرها عام 1907 تحت عنوان الكيمياء المناعية.

### علوم الأرض والكواكب
كما وجه انتباهه إلى الجيولوجيا (أصل العصور الجليدية) وعلم الفلك وعلم الكونيات الفيزيائي والفيزياء الفلكية.

### تأثير الدفيئة
فكر أرينيوس في نظرية لشرح العصور الجليدية وفي عام 1896 كان أول عالم يعتقد أن التغيرات في مستويات ثاني أكسيد الكربون في الغلاف الجوي يمكن أن تحدث تغيرًا كبيرًا في درجة حرارة السطح من خلال تأثير الاحتباس الحراري.
كان كتابه «عوالم في طور التكوين» (1908) موجهاً للجمهور العام. واقترح أن الانبعاثات البشرية لثاني أكسيد الكربون ستكون قوية بما يكفي لمنع العالم من دخول عصر جليدي جديد ، وأن الأرض الأكثر دفئًا ستكون ضرورية لإطعام السكان الذين يتزايد عددهم بسرعة:
كان أول شخص يتنبأ بأن انبعاثات ثاني أكسيد الكربون من حرق الوقود الأحفوري وعمليات الاحتراق الأخرى من شأنها أن تسبب الاحتباس الحراري. اعتقد أرينيوس بوضوح أن العالم الأكثر دفئًا سيكون تغييرًا إيجابيًا.

## الشؤون الإنسانية
لقد فكر في فكرة وجود لغة عالمية (لغة واحدة يتحدث بها الجميع) مقترحًا تعديلًا للغة الإنجليزية.
كان أرينيوس واحدًا من العديد من العلماء السويديين البارزين الذين ساعدوا في إنشاء معهد الدولة للبيولوجيا العرقية في عام 1922.

## روابط خارجية
- سفانت أرينيوس على موقع الموسوعة البريطانية (الإنجليزية)
- سفانت أرينيوس على موقع إن إن دي بي (الإنجليزية)